# Cabo Morris
El cabo Morris es un prominente promontorio rocoso de cima plana y 100 metros de altura, que forma el extremo noroeste de la península Coppermine y la isla Robert en las islas Shetland del Sur, Antártida. Marca además la entrada noroeste del estrecho Inglés (o Espora) y forma el lado oeste de la entrada a la bahía Carlota.

## Historia y toponimia
La característica fue nombrada por los cazadores de focas de principios del siglo XIX que la usaron como un punto de referencia para ingresar al estrecho Inglés (o Espora) desde el norte. Recibió el nombre de Fort Williams. El capitán Robert Fildes describió al cabo en 1820-1822 en su posición correcta. Un informe posterior suyo (de 1829) describió al cabo en detalle, pero erróneamente lo colocó en el lado occidental de la entrada al estrecho, en la isla Greenwich. El Comité de Topónimos Antárticos del Reino Unido corrigió la ubicación del sitio.
Previamente, el personal de Investigaciones Discovery, que cartografió la zona en 1935, le colocó el nombre de cabo Morris, que permaneció en las toponimias antárticas de Argentina y Chile.

## Instalaciones
Aquí se encuentra el Faro Fort Williams.

## Zona especialmente protegida
Como parte de la península Coppermine, integra la zona antártica especialmente protegida ZAEP-112 "Península Coppermine, isla Robert, islas Shetland del Sur", a propuesta de Chile. La Zona fue primero designada Zona Especialmente Protegida (ZEP) número 16 en 1970 y su primer plan de gestión fue aprobado en 1991. Adquirió su estatus actual en 2002.

## Reclamaciones territoriales
Argentina incluye a la isla Robert en el departamento Antártida Argentina dentro de la provincia de Tierra del Fuego, Antártida e Islas del Atlántico Sur; para Chile forma parte de la comuna Antártica de la provincia Antártica Chilena dentro de la Región de Magallanes y de la Antártica Chilena; y para el Reino Unido integra el Territorio Antártico Británico. Las tres reclamaciones están sujetas a las disposiciones del Tratado Antártico.
Nomenclatura de los países reclamantes: 
- Argentina: cabo Morris[8][9]
- Chile: cabo Morris[10]
- Reino Unido: Fort William[4]